# 대수 곡선의 모듈라이 공간
대수 기하학에서 (대수) 곡선의 모듈라이 공간은 점이 대수 곡선의 동치류를 나타내는 기하학적 공간(일반적으로 스킴 또는 대수 스택)이다. 따라서 이는 모듈라이 공간의 특별한 경우이다. 고려되는 대수 곡선의 클래스에 적용되는 제한에 따라 해당 모듈라이 문제와 모듈라이 공간이 다르다. 또한 동일한 모듈라이 문제에 대해 미세한 모듈라이 공간과 거친 모듈라이 공간을 구별한다.
가장 기본적인 문제는 고정된 종수의 매끄러운 완전 곡선의 모듈라이 문제이다. 복소수 체에서 이는 주어진 종수의 콤팩트 리만 곡면에 정확하게 대응하며, 이에 대해 베른하르트 리만은 모듈라이 공간, 특히 그 차원("복소 구조가 의존하는 매개변수의 수")에 대한 첫 번째 결과를 증명했다.

## 안정적인 곡선의 모듈라이 스택
모듈라이 스택 {\displaystyle {\mathcal {M}}_{g}}은 동형사상을 기준으로 매끄러운 사영 곡선들을 분류한다.  {\displaystyle g>1}일 때, 이 스택은 안정적인 마디 곡선(동형과 함께)에 해당하는 새로운 "경계" 점을 추가하여 콤팩트화 될 수 있다. 곡선은 완전하고 연결되어 있고 이중 점 이외의 특이점이 없으며 유한한 자기 동형 군만 있는 경우 안정적이다. 결과 스택은 {\displaystyle {\overline {\mathcal {M}}}_{g}}과 같이 표시된다. 두 모듈라이 스택 모두 보편 곡선군을 가지고 있다.
위의 두 스택 모두 {\displaystyle 3g-3}차원이다; 따라서 안정적인 마디 곡선은  {\displaystyle g>1}일 때 {\displaystyle 3g-3} 개의 매개변수들의 값을 선택하여 완전히 지정할 수 있다. 작은 종수에서는 그 수를 빼서 자기동형사상들의 매끄러운 족이 존재하는지 설명해야 한다. 종수 0인 복소 곡선은 정확히 하나, 즉 리만 구가 있으며, 동형사상 군은 {\displaystyle {\text{PGL}}(2)}이다. 따라서 {\displaystyle {\mathcal {M}}_{0}}의 차원은
{\displaystyle {\begin{aligned}\dim({\text{space of genus 0 curves}})-\dim({\text{group of automorphisms}})&=0-\dim(\mathrm {PGL} (2))\\&=-3.\end{aligned}}}
이다. 마찬가지로 종수 1에는 1차원 곡선 공간이 있지만 이러한 모든 곡선에는 1차원 자기동형군이 있다. 따라서 스택 {\displaystyle {\mathcal {M}}_{1}}은 0차원이다.

### 구성과 기약성
모듈라이 스택 {\displaystyle {\mathcal {M}}_{g}}이 기약이라는 정리는 피에르 들리뉴와 데이비드 멈퍼드가 증명한 중요한 정리이다. 즉, 두 개의 적절한 부분 스택의 합집합으로 표현될 수 없다. 그들은 힐베르트 스킴 {\displaystyle \mathrm {Hilb} _{\mathbb {P} ^{5g-5-1}}^{P_{g}(n)}}의 안정 곡선의 자취 {\displaystyle H_{g}}를 분석하여 이를 증명한다. 세 가지 정식으로 포함된 곡선(아주 풍부한 {\displaystyle \omega _{C}^{\otimes 3}} 모든 곡선에 대해) 힐베르트 다항식 {\displaystyle P_{g}(n)=(6n-1)(g-1)}을 갖는다.  . 그러면 스택이 {\displaystyle [H_{g}/\mathrm {PGL} (5g-6)]} 모듈리 공간의 구성이다. {\displaystyle {\mathcal {M}}_{g}} . 변형 이론을 사용하여 들리뉴과 멈퍼드는 이 스택이 매끄러움을 보이고 {\displaystyle {\mathcal {M}}_{g}}이 유한한 안정자를 가짐을, 즉, 들리뉴-멈퍼드 스택임을 보이기 위해 안정 곡선 사이의 동형 스택 {\displaystyle \mathrm {Isom} _{S}(C,C')}을 사용한다. 게다가 그들은 {\displaystyle H_{g}}의 층화
{\displaystyle H_{g}^{o}\coprod H_{g,1}\coprod \cdots \coprod H_{g,n}} ,
를 찾는다.  여기서 {\displaystyle H_{g}^{o}} 매끄러운 안정 곡선의 부분 스킴이다. {\displaystyle H_{g,i}}는 {\displaystyle S^{*}=H_{g}\setminus H_{g}^{o}}의 기약 성분이다. 그들은 {\displaystyle {\mathcal {M}}_{g}^{0}=H_{g}^{0}/\mathrm {PGL} (5g-6)}의 성분을 분석한다.(기하 불변량 이론 몫으로). {\displaystyle H_{g}^{o}}의 여러 성분이 존재하는 경우, 그 중 어느 것도 완전하지 않을 것이다. 또한, 어떤 성분이든 비특이 곡선을 반드시 포함해야 한다. 결과적으로, 특이 자취 {\displaystyle S^{*}}는 연결 공간이므로 {\displaystyle H_{g}}의 한 성분에 포함된다. 게다가 모든 성분이 {\displaystyle S^{*}}와 교차하기 때문에, 모든 성분은 한 성분에 포함되어야 하므로 거친 공간 {\displaystyle H_{g}}는 기약이다. 대수 스택의 일반 이론에서 이는 스택 몫 {\displaystyle {\mathcal {M}}_{g}}이  기약임을 의미한다.

### 적절함
오비폴드의 적절성 또는 콤팩트성은 곡선의 안정적인 감소에 대한 정리에서 따른다. 이는 아벨 버라이어티의 안정적인 감소에 관한 그로텐디크의 정리를 사용하여 찾을 수 있으며 곡선의 안정적인 감소와 동등함을 보여준다. 5.2절

### 거친 모듈라이 공간
매끄럽거나 안정적인 곡선의 동치류를 나타내는 거친 모듈라이 공간을 고려할 수도 있다. 이러한 거친 모듈라이 공간은 모듈라이 스택 개념이 도입되기 전에 실제로 연구되었다. 실제로, 모듈라이 스택의 아이디어는 성긴 모듈라이 공간의 사영성을 증명하기 위한 시도로 들리뉴과 멈퍼드에 의해 도입되었다. 최근에는 곡선의 스택이 실제로 더 근본적인 대상이라는 것이 분명해졌다.
거친 모듈라이 공간은 {\displaystyle g>1}과 같은 경우 스택과 동일한 차원을 갖는다; 그러나 종수 0에서는 거친 모듈라이 공간의 차원이 0이고, 종수 1에서는 차원 1이다.

## 낮은 종수 모듈라이 공간의 예

### 종수 0
변형 이론을 사용하여 종수 {\displaystyle 0}인 곡선들의 모듈라이 공간의 기하학을 결정할 수 있다. 종수 {\displaystyle 0}인 곡선의 모듈라이 공간의 수, 예를 들어: {\displaystyle \mathbb {P} ^{1}}, 는 코호몰로지 군에 의해 제공된다.
{\displaystyle H^{1}(C,T_{C})}
세르 쌍대성을 통해 이 코호몰로지 군은 쌍대화 층 {\displaystyle \omega _{C}}에 대해 
{\displaystyle {\begin{aligned}H^{1}(C,T_{C})&\cong H^{0}(C,\omega _{C}\otimes T_{C}^{\vee })\\&\cong H^{0}(C,\omega _{C}^{\otimes 2})\end{aligned}}}
과 동형이다. 그러나 리만-로흐 정리를 사용하면 표준 다발의 차수가 {\displaystyle -2}이다. , 그래서 {\displaystyle \omega _{C}^{\otimes 2}}의 차수는 {\displaystyle -4}이다. 따라서 대역 단면이 없다.
{\displaystyle H^{0}(C,\omega _{C}^{\otimes 2})=0}
종수 {\displaystyle 0}인 곡선의 변형이 없음을 보여준다. 이것은 {\displaystyle {\mathcal {M}}_{0}}이 단지 하나의 점일 뿐이고,  종수 {\displaystyle 0} 곡선은 {\displaystyle \mathbb {P} ^{1}}임을 증명한다. 유일한 기술적인 어려움은 {\displaystyle \mathbb {P} ^{1}}의 자기동형 군이 대수 군 {\displaystyle {\text{PGL}}(2,\mathbb {C} )}이라는 점이다.  이는{\displaystyle \mathbb {P} ^{1}} 위의 3개의 점들이 한 번 정해지면 경직화한다. 그래서 대부분의 저자는 {\displaystyle {\mathcal {M}}_{0}}를 {\displaystyle {\mathcal {M}}_{0,3}}의 의미로 쓴다.

### 종수 1
종수 1 사례는 타원 곡선의 동치류가 J-불변량으로 분류되기 때문에 적어도 복소수에 대해 모듈라이 공간의 잘 이해된 최초의 사례 중 하나이다.
{\displaystyle j:{\mathcal {M}}_{1,1}|_{\mathbb {C} }\to \mathbb {A} _{\mathbb {C} }^{1}}
여기서 {\displaystyle {\mathcal {M}}_{1,1}|_{\mathbb {C} }={\mathcal {M}}_{1,1}\times _{{\text{Spec}}(\mathbb {Z} )}{\text{Spec}}(\mathbb {C} )}. 위상적으로, {\displaystyle {\mathcal {M}}_{1,1}|_{\mathbb {C} }}는 단지 아핀 직선이지만 기저 위상 공간 {\displaystyle \mathbb {P} _{\mathbb {C} }^{1}}이 있는 스택으로 압축될 수 있다.  한대에 안정된 곡선을 추가함으로써. 이것은 하나의 첨점을 갖는 타원 곡선이다. 일반 케이스의 구성이 끝났다. {\displaystyle {\text{Spec}}(\mathbb {Z} )} 원래 들리뉴와 라포포트가 완성했다.
대부분의 저자는 하나의 표시된 점이 있는 종수 1 곡선의 경우를 군의 원점으로 본다. 그렇지 않으면 점 {\displaystyle [C]\in {\mathcal {M}}_{1}}에 안정자 군이 있을 것인 가설적인 모듈라이 공간 {\displaystyle {\mathcal {M}}_{1}}의 안정자 군이기 때문이다. 타원 곡선은 아벨 군 구조를 갖기 때문에 곡선으로 제공된다. 이는 이 가설적 모듈라이 공간에 불필요한 기술적 복잡성을 추가한다. 반면에, {\displaystyle {\mathcal {M}}_{1,1}}는 매끄러운 들리뉴-멈퍼드 스택이다.

### 종수 2

#### 아핀 매개변수 공간
종수 2에서는 이러한 모든 곡선이 초타원형이라는 것이 고전적인 결과이다.pg 298 따라서 모듈라이 공간은 리만-후르비츠 공식을 사용하여 곡선의 분기 자취에서 완전히 결정될 수 있다. 임의의 종수 2 곡선은 다음 형식의 다항식으로 제공되므로
{\displaystyle y^{2}-x(x-1)(x-a)(x-b)(x-c)}
일부 유일하게 정의된 {\displaystyle a,b,c\in \mathbb {A} ^{1}}에 대해 경우 , 그러한 곡선에 대한 매개변수 공간은 다음과 같이 주어진다.
{\displaystyle \mathbb {A} ^{3}\setminus (\Delta _{a,b}\cup \Delta _{a,c}\cup \Delta _{b,c}),}
여기서 {\displaystyle \Delta _{i,j}}는 자취 {\displaystyle i\neq j}에 해당한다.

#### 가중 사영 공간
가중 사영 공간과 리만-후르비츠 공식을 사용하여 초타원 곡선은 다음 형식의 다항식으로 설명할 수 있다
{\displaystyle z^{2}=ax^{6}+bx^{5}y+cx^{4}y^{2}+dx^{3}y^{3}+ex^{2}y^{4}+fxy^{5}+gy^{6},}
여기서 {\displaystyle a,\ldots ,f}는 {\displaystyle \Gamma (\mathbb {P} (3,1),{\mathcal {O}}(g))}의 단면에 대한 매개변수이다.  그러면 삼중근을 포함하지 않는 단면의 자취에는 점 {\displaystyle [C]\in {\mathcal {M}}_{2}}으로 표현되는 모든 곡선 {\displaystyle C}이 포함된다.

### 종수 3
이는 초타원 자취과 비초타원 자취을 모두 갖는 곡선의 첫 번째 모듈라이 공간이다. 비초타원 곡선은 모두 4차 평면 곡선( 종수 차수 공식 사용)으로 제공되며, 이는 힐베르트 초곡면 스킴의 매끄러운 자취에 의해 매개변수화된다.
{\displaystyle \operatorname {Hilb} _{\mathbb {P} ^{2}}^{8t-4}\cong \mathbb {P} ^{{\binom {6}{4}}-1}} .
그런 다음 모듈라이 공간은 부분 스택에 의해 계층화된다.
{\displaystyle {\mathcal {M}}_{3}=[H_{2}/\mathrm {PGL} (3))]\coprod {\mathcal {M}}_{3}^{\mathrm {hyp} }} .

## 쌍유리 기하학

### 단유리 추측
이전의 모든 경우에서, 모듈라이 공간은 단유리인 것으로 발견될 수 있다. 이는 지배적인 유리 사상
{\displaystyle \mathbb {P} ^{n}\to {\mathcal {M}}_{g}}
이 존재함을 의미한다. 그리고 이것이 모든 분야에서 사실일 것이라는 것은 오랫동안 기대되어 왔다. 실제로 세베리는 이것이 종수 {\displaystyle 10}까지 사실임을 증명했다. 하지만 종수 {\displaystyle g\geq 23}에 대해서는 이러한 모든 모듈라이 공간은 일반적인 유형이므로 단유리적이지 않다. 그들은 거친 모듈라이 공간
{\displaystyle \kappa _{g}=\mathrm {Kod} ({\overline {\mathcal {M}}}_{g}),}
의 고다이라 차원을 연구하여 이를 달성했다. 그리고 {\displaystyle g\geq 23}일 때  {\displaystyle \kappa _{g}>0}임도 보였다. 사실, {\displaystyle g>23}에 대해,
{\displaystyle \kappa _{g}=3g-3=\dim({\mathcal {M}}_{g}),}
따라서 {\displaystyle {\mathcal {M}}_{g}}는 일반형이다.

#### 기하학적 의미
이는 선직 버라이어티의 선형계가 보편 곡선 {\displaystyle {\mathcal {C}}_{g}}을 포함할 수 없음을 의미하기 때문에 기하학적으로 중요하다.

## 경계의 층화
모듈라이 공간 {\displaystyle {\overline {\mathcal {M}}}_{g}}는 경계 {\displaystyle \partial {\overline {\mathcal {M}}}_{g}}에 점들이 종수 {\displaystyle g}인 특이 곡선인 자연적인 층화가 있다. 이는 층
{\displaystyle \partial {\overline {\mathcal {M}}}_{g}=\coprod _{0\leq h\leq (g/2)}\Delta _{h}^{*}} ,
으로 분해된다. 여기서
- {\displaystyle 1\leq h<g/2}에 대해 {\displaystyle \Delta _{h}^{*}\cong {\overline {\mathcal {M}}}_{h}\times {\overline {\mathcal {M}}}_{g-h}}.
- {\displaystyle \Delta _{0}^{*}\cong {\overline {\mathcal {M}}}_{g-1,2}/(\mathbb {Z} /2)} 여기서 작용은 두 개의 표시된 점을 치환한다.
- {\displaystyle g}가 짝수이면, {\displaystyle \Delta _{g/2}\cong ({\overline {\mathcal {M}}}_{g/2}\times {\overline {\mathcal {M}}}_{g/2})/(\mathbb {Z} /2)}

이 자취들의 위에 있는 곡선은 다음에 해당한다.
- 이중점에서 연결된 한 쌍의 곡선 {\displaystyle C,C'}.
- 단일 이중점 특이점에서 종수 {\displaystyle g} 곡선의 정규화.
- 순환을 기준으로 이중점에서 연결된 동일한 종수의 곡선 쌍.

### 종수 2에 대한 층화
종수 {\displaystyle 2}의 경우 경우에는 다음과 같은 층화가 존재한다.
{\displaystyle {\begin{aligned}\partial {\overline {\mathcal {M}}}_{2}&=\Delta _{0}^{*}\coprod \Delta _{1}^{*}\\&={\overline {\mathcal {M}}}_{1,2}/(\mathbb {Z} /2)\coprod ({\overline {\mathcal {M}}}_{1}\times {\overline {\mathcal {M}}}_{1})/(\mathbb {Z} /2)\end{aligned}}} .
이 층화의 더 깊은 분석은 저우 환 {\displaystyle A^{*}({\overline {\mathcal {M}}}_{2})}의 생성원들의 얻는데 사용 될 수 있다. proposition 9.1.

## 표시된 곡선의 모듈라이
마디가 아니고 쌍별로 구별되는 {\displaystyle n}개의 표시 점이 있는 종수 {\displaystyle g} 마디 곡선의 모듈라이 스택을 고려하여 문제를 풍부하게 할 수 있다. 표시된 점을 고정하는 곡선 자기동형사상의 부분 군이 유한한 경우 이러한 표시된 곡선은 안정적이라고 한다. {\displaystyle n} 개의 표시된 점이 있는 매끄러운(또는 안정적인) 종수 {\displaystyle g} 곡선의 결과 모듈라이 스택이 {\displaystyle {\mathcal {M}}_{g,n}} (또는 {\displaystyle {\overline {\mathcal {M}}}_{g,n}} )로 표시되고 {\displaystyle 3g-3+n}차원을 갖는다.
특히 관심을 끄는 사례는 하나의 표시된 점이 있는 종수 1 곡선들의 모듈라이 스택 {\displaystyle {\overline {\mathcal {M}}}_{1,1}}이다. 이것은 타원 곡선의 스택이다. 레벨 1 모듈러 형식은 이 스택에 있는 선다발의 단면이고, 레벨 N 모듈러 형식은 레벨 <i id="mwASM">N</i> 구조 (대략 N 차 점의 표시)가 있는 타원 곡선 스택에 있는 선다발의 단면이다.

## 경계 기하학
콤팩트화 된 모듈라이 공간 {\displaystyle {\overline {\mathcal {M}}}_{g,n}}의 중요한 특성  그들의 경계는 종수 {\displaystyle g'<g}일 때 모듈라이 공간 {\displaystyle {\overline {\mathcal {M}}}_{g',n'}}으로 설명될 수 있다는 것이다. 표시된 안정 마디 곡선이 주어지면, 음이 아닌 정수로 이름표가 지정되고 고리, 다중 모서리, 번호가 매겨진 반모서리를 가질 수 있는 꼭지점이 있는 그래프인 이중 그래프와 연관지을 수 있다. 여기서 그래프의 꼭지점은 마디 곡선의 기약 성분에 해당하고, 꼭지점의 라벨링은 해당 성분의 산술 종수이며, 모서리는 곡선의 마디에 해당하고, 반모서리는 표시에 해당한다. {\displaystyle {\overline {\mathcal {M}}}_{g,n}}에 주어진 이중 그래프를 가진 곡선의 자취의 폐포는 유한 군에 의한 콤팩트화 된 곡선들의 모듈라이 공간들의 곱 {\displaystyle \prod _{v}{\overline {\mathcal {M}}}_{g_{v},n_{v}}}의 스택 몫과 동형이다. 곱에서 꼭지점 {\displaystyle v}에 해당하는 인자는 라벨링 및 표시 수 {\displaystyle n_{v}}에서 가져온 종수 {\displaystyle g_{v}}를 갖는다.  {\displaystyle v}의 나가는 모서리와 반모서리의 수와 같다. 총 종수 {\displaystyle g}는 {\displaystyle g_{v}}에 그래프의 닫힌 주기 수를 더한 값이다.
이중 그래프에 {\displaystyle g_{v}=g}으로 이름 붙은 꼭지점이 포함된 안정 곡선들(따라서 다른 모든 꼭지점은 {\displaystyle g_{v}=0}이고 그 그래프는 나무이다)을 "유리수 꼬리"라고 하며 모듈라이 공간은 {\displaystyle {\mathcal {M}}_{g,n}^{\mathrm {r.t.} }}과 같이 표시된다. 이중 그래프가 나무인 안정적인 곡선을 "콤팩트 유형"(야코비 행렬이 콤팩트하기 때문에)이라고 하며 모듈라이 공간 {\displaystyle {\mathcal {M}}_{g,n}^{\mathrm {c.} }}로 표시한다.

## 같이 보기
- 위튼 추측
- 동어반복 환
- 그로텐디크-리만-로흐 정리

### 고전 참고문헌
- Grothendieck, Alexander (1960–1961). “Techniques de construction en géométrie analytique. I. Description axiomatique de l'espace de Teichmüller et de ses variantes” (PDF). 《Séminaire Henri Cartan》 (Paris) 13 (1). Zbl 0142.33503. Exposés No. 7 and 8.

- Mumford, David; Fogarty, John; Kirwan, Frances Clare (1994). 《Geometric invariant theory》 3 enl.판. Berlin: Springer-Verlag. ISBN 3-540-56963-4. MR 1304906. OCLC 29184987.
- Deligne, Pierre; Mumford, David (1969). “The irreducibility of the space of curves of given genus” (PDF). 《Publications Mathématiques de l'IHÉS》 36: 75–109. doi:10.1007/bf02684599.

### 곡선 모듈라이 공간에 관한 책
- Harris, Joe; Morrison, Ian (1998). 《Moduli of Curves》. Springer Verlag. ISBN 978-0-387-98429-2.

- Katz, Nicholas M; Mazur, Barry (1985). 《Arithmetic Moduli of Elliptic Curves》. Princeton University Press. ISBN 978-0-691-08352-0.
- Arbarello, Enrico; Cornalba, Maurizio; Griffiths, Phillip A. (2011). 《Geometry of Algebraic Curves II》. Grundlehren der mathematischen Wissenschaften 268. doi:10.1007/978-3-540-69392-5. ISBN 978-3-540-42688-2.

### 코호몰로지와 교차 이론
- Zvonkine, Dimitri (2012). 〈An introduction to moduli spaces of curves and their intersection theory〉.   Papadopoulos, Athanase. 《Handbook of Teichmüller Theory, Volume III》 (PDF). IRMA Lectures in Mathematics and Theoretical Physics 17. Zürich, Switzerland: European Mathematical Society Publishing House. 667–716쪽. doi:10.4171/103-1/12. ISBN 978-3-03719-103-3. MR 2952773.
- Faber, Carel; Pandharipande, Rahul (2013). 〈Tautological and non-tautological cohomology of the moduli space of curves〉.   Farkas, Gavril; Morrison, Ian. 《Handbook of Moduli, Vol. I》. Advanced Lectures in Mathematics (ALM) 24. Somerville, MA: International Press. 293–330쪽. ISBN 9781571462572. MR 3184167.